# Timmy Hansen

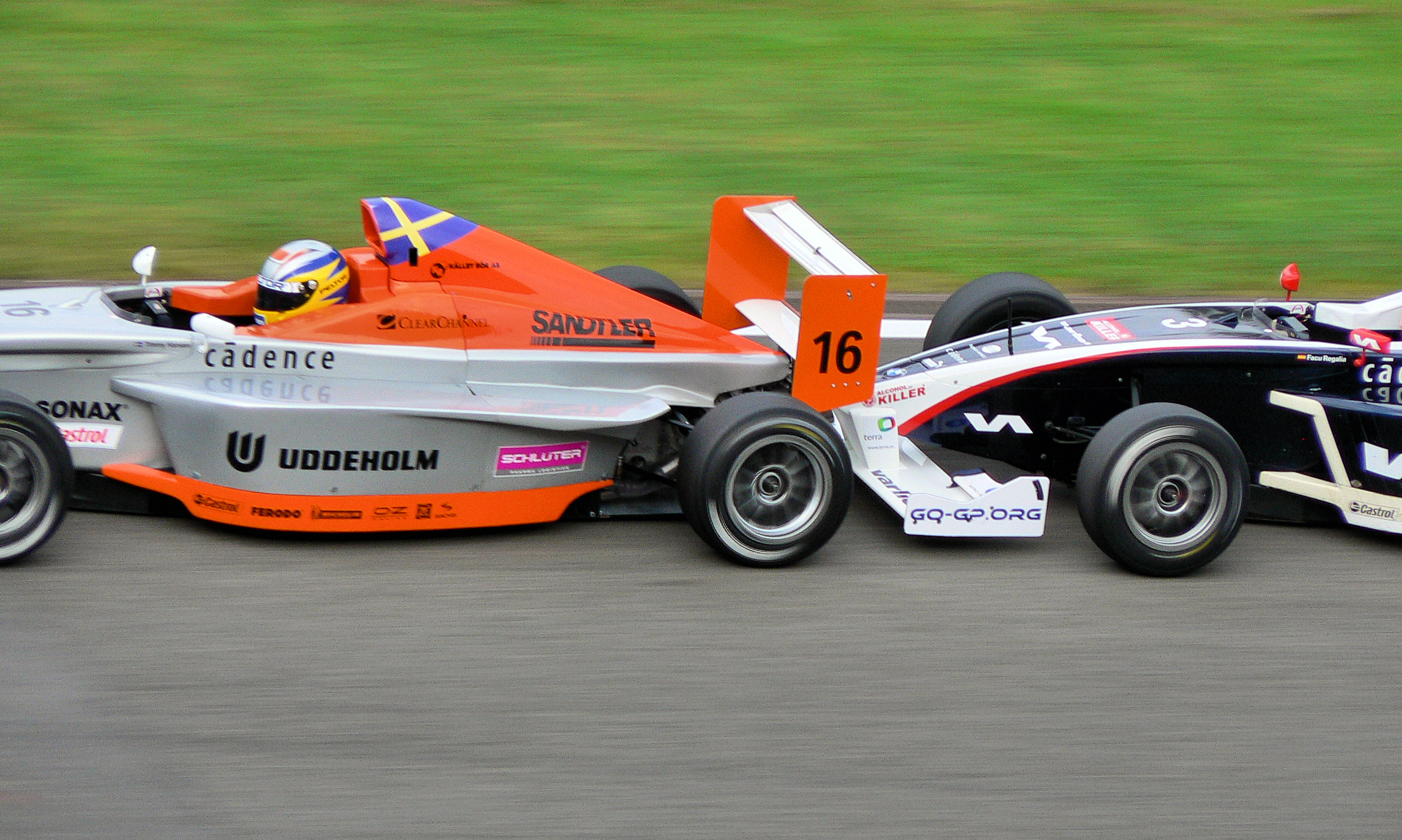
Timmy Hansen (till vänster) i Formula BMW Europe på Circuit de Spa-Francorchamps 2009.

Kenneth Timmy Hansen, född 21 maj 1992 i Lidköping, är en svensk racerförare och världsmästare i rallycross. Han är son till rallycrossföraren Kenneth Hansen och äldre bror till rallycrossföraren Kevin Hansen.

## Racingkarriär
Hansen började med karting vid tio års ålder. År 2008 blev han svensk mästare i KF2 och vann CIK-FIA Viking Trophy i KF3-klassen 2007. Han tog sedan steget till formelbilsracing och Formula BMW Europe år 2009. Han tävlade för Mücke Motorsport och slutade som trettonde totalt under sin första säsong. 2010 var han med uppe i toppen och tog bland annat en seger och ytterligare tre pallplatser under säsongens sexton race. Totalt slutade han trea bakom belgaren Robin Frijns och britten Jack Harvey. Han körde även en tävlingshelg i Campionato Italiano Formula ACICSAI Abarth under 2010 och satte snabbaste varv i en av tävlingarna.
Till säsongen 2011 flyttade han upp till Formula Renault 2.0 Eurocup för Interwetten.com Junior Team.

### Rallycross
2013 gick han över till rallycross i Europaserien där han slutade trea totalt. Året efteråt startade han i FIA World Rallycross i en Peugeot 208 WRX och slutade fyra totalt. 2015 tog han tre segrar och slutade tvåa totalt. Åren 2016-18 intog han femte och sjätteplatserna totalt.
Den 10 november 2019 blev Timmy Hansen världsmästare i rallycross i säsongens sista lopp med minsta möjliga marginal till tvåan Andreas Bakkerud. Hansen blev mästare tack vare fler segrar under säsongen. För fjärde året i rad kom därmed världsmästaren i rallycross från Sverige.
| 2009 | Formula BMW Europe                         | Mücke Motorsport            | Mygale FB02 (BMW K1200RS)         | 13:e/79p | 5:a på Nürburgring (Race 1)                      |                                                  |                                                  |                                                  |                                                  |                                                  |
| 2010 | Formula BMW Europe                         | Mücke Motorsport            | Mygale FB02 (BMW K1200RS)         | 3:a/238p | 1:a på Hockenheimring (Race 1)                   |                                                  |                                                  |                                                  |                                                  |                                                  |
| 2010 | Campionato Italiano Formula ACICSAI Abarth | RP Motorsport               | Tatuus FA010 (FPT)                | 25:a/3p  | 9:a på Monza (Race 1)                            |                                                  |                                                  |                                                  |                                                  |                                                  |
| 2011 | Formula Renault 2.0 Eurocup                | Interwetten.com Junior Team | Barazi-Epsilon FR2.0-10 (Renault) | 7:a/82p  | 1:a på Hungaroring race 2                        |                                                  |                                                  |                                                  |                                                  |                                                  |
| 2011 | Formula Renault 2.0 Alps                   | Interwetten.com Junior Team | ?                                 | ?        | Senast uppdaterad: 2011-09-03 (4853 dagar sedan) | Senast uppdaterad: 2011-09-03 (4853 dagar sedan) | Senast uppdaterad: 2011-09-03 (4853 dagar sedan) | Senast uppdaterad: 2011-09-03 (4853 dagar sedan) | Senast uppdaterad: 2011-09-03 (4853 dagar sedan) | Senast uppdaterad: 2011-09-03 (4853 dagar sedan) |